# Mogtédo (departamento)
Mogtédo é um departamento ou comuna da província de Ganzourgou no Burkina Faso. A sua capital é a cidade de Mogtédo.
Em 1 de julho de 2018 tinha uma população estimada em 72011 habitantes.